# Gradac (Neum, BiH)
Gradac je naseljeno mjesto u općini Neum, Federacija BiH, BiH.

## Povijest
Selo se spominje u „Poimeničnome popisu sandžaka vilajeta Hercegovine” 1475. – 1477. te u izvještaju splitskoga dominikanca Danijela iz 1589. pod nazivom Grabaz.
Smatra se da je Gradac bio strateški važno naselje jer se u raznim dijelovima sela nalaze toponimi koji označavaju utvrde (npr. Tvrđine) ili stražbenice (npr. Stražište).
Selo se dijeli na Gornji i Donji Gradac. Gornjemu Gracu pripadaju zaselak Podgajnica te dio samoga sela Gradac. U Donjemu Gracu nalazi se središnji dio sela koji se naziva Glimač ili Pod Glimač. Glimču pripadaju Meki dolac i Tvrđine. Donjemu Gracu pripada i Ćukova Greda.

## Stanovništvo

### Katolici u Gradcu Donjem 1851.[4]
| Katolici u Gradcu Donjem 1851. |           |           |         |       |                 |
| godina                         | broj sela | broj kuća | odrasli | djeca | broj stanovnika |
| 1851.                          | /         | 157       | /       | /     | 1227            |

### 1991.
Nacionalni sastav stanovništva 1991. godine, bio je sljedeći:
ukupno: 345
- Hrvati - 343
- ostali, neopredijeljeni i nepoznato - 2

### 2013.
Nacionalni sastav stanovništva 2013. godine, bio je sljedeći:
ukupno: 234
- Hrvati - 232
- ostali, neopredijeljeni i nepoznato - 2

## Znamenitosti
| Crkva sv. Ane |  | Crkva sv. Ane       |
| Crkva sv. Ane |  | Crkva Uznesenja BDM |

- Crkva sv. Ane koja datira iz predturskog doba. Turci su je srušili u 15. stoljeću, te kasnije dozvolili njenu obnovu. Obnavljana je još 1926. te 1984. godine. Nacionalni je spomenik Bosne i Hercegovine.
- Crkva Uznesenja Blažene Djevice Marije u Gradcu, više puta građena i obnavljana župna crkva; današnji oblik poprimila je 1887. godine. Nakon što je u Domovinskom ratu raketirana 1992. godine, crkva je nanovo obnovljena i tom je prigodom izgrađen novi zvonik koji je zajedno s crkvom blagoslovljen 1994. godine.
- nekropole stećaka Podkaporovina, Crkva, Granač greb, Dobroštik i Grdoman[6]

## Poznate osobe
- Pero Pavlović, hrvatski pjesnik i književni kritičar
- Martin Sentić, hrv. katolički svećenik, misionar, utemeljitelj jurahominizma, promicatelj ljudskih prava, triput nominiran za Nobelovu nagradu za mir

### Članci
- Vidović, Domagoj. 2009. Gradačka toponimija. Folia onomastica Croatica. Zavod za lingvistička istraživanja HAZU. Zagreb.  (18): 171–221

## Vanjske poveznice
- Satelitska snimka  Arhivirana inačica izvorne stranice od 27. veljače 2014. (Wayback Machine)